# Medi HAT
El medi HAT (hipoxantina - aminopterina - timidina) és un medi de selecció per al cultiu de cèl·lules de mamífers, que es basa en la combinació d' aminopterina, un fàrmac que actua com a potent inhibidor del metabolisme de l'àcid fòlic mitjançant la inhibició de la dihidrofolat reductasa, amb hipoxantina (un derivat de la purina) i timidina (un nucleòsid) que són intermedis de la síntesi d'ADN. La clau és que l'aminopterina bloqueja la síntesi d'ADN de novo, que és absolutament necessària per tal que la divisió cel·lular continuï, però la hipoxantina i la timidina proporcionen a les cèl·lules la matèria primera per evadir el bloqueig (la "via de salvament"), sempre i quan aquestes cèl·lules tinguin els enzims adequats, que significa tenir còpies funcionals dels gens que les codifiquen.
L'enzim dihidrofolat reductasa, que produeix tetrahidrofolat (THF) mitjançant la reducció de dihidrofolat, es troba específicament bloquejat per l'aminopterina. El THF, en associació amb proteïnes específiques, pot rebre àtoms de carboni que després es transferiran a dianes específiques.
Un dels objectius importants per a la reproducció cel·lular és la timidilat sintasa, que crea timidina monofosfat (TMP) a partir de desoxiuridina monofosfat (dUMP). Mitjançant reaccions de fosforilació addicionals, el TMP es pot utilitzar per sintetitzartrifosfat de timidina (TTP), un dels quatre precursors de nucleòtids que utilitzen les ADN polimerases per a la síntesi d'ADN. Sense el THF necessari per convertir dUMP, no hi pot haver TTP i la síntesi d'ADN no pot continuar, tret que el TMP es pugui produir a partir d'una altra font. La font alternativa és la timidina present al medi HAT que pot ser absorbida per les cèl·lules i fosforilada per la timidina-cinasa (TC) en TMP.
La síntesi d'IMP, (precursor de GMP i GTP, i d'AMP i ATP) també requereix THF, i també es pot evitar. En aquest cas, la hipoxantina-guanina fosforibosiltransferasa (HGPRT) reacciona amb la hipoxantina absorbida del medi amb PRPP, alliberant pirofosfat, per tal de produir així IMP per una via de salvament.
Per tant, l'ús del medi HAT per al cultiu cel·lular és una manera de selecció artificial per a cèl·lules que contenen TC i HGPRT en funcionament. Així, una cèl·lula que no té TC és resistent a la bromodeoxiuridina (BrdU) i una cèl·lula que no té HGPRT és resistent a la 6-tioguanina (6-TG) i la 8-azaguanina. D'aquesta manera, la selecció amb un dels dos últims fàrmacs, seguit del medi HAT, donarà colònies revertants.

## Aplicacions
El medi HAT s'utilitza per a la preparació d'anticossos monoclonals. Aquest procés s'anomena tecnologia d'hibridoma. Els animals de laboratori (per exemple, els ratolins) s'exposen primer a un antigen contra el qual estem interessats a aïllar un anticòs. Un cop que els esplenòcits s'aïllen del mamífer, les cèl·lules B es fusionen amb cèl·lules de mieloma immortalitzades negatives per HGPRT mitjançant polietilenglicol o el virus Sendai. Les cèl·lules fusionades s'incuben en medi HAT. L'aminopterina al medi bloqueja la via de novo. Per tant, les cèl·lules de mieloma no fusionades moren, ja que no poden produir nucleòtids per la via de novo o de salvament. Les cèl·lules B no fusionades moren perquè tenen una vida útil curta. D'aquesta manera, només sobreviuen els híbrids de cèl·lules B-mieloma. Aquestes cèl·lules produeixen anticossos (una propietat de les cèl·lules B) i són immortals (una propietat de les cèl·lules del mieloma). A continuació, el medi incubat es dilueix en plaques multipous fins a tal punt que cada pou només conté 1 cèl·lula. A continuació, es pot comprovar el sobrenedant de cada pou per a l'anticòs desitjat. Com que els anticossos d'un pou són produïts per la mateixa cèl·lula B, es dirigiran cap al mateix epítop i es coneixen com a anticossos monoclonals.
La producció d'anticossos monoclonals va ser inventada per primera vegada per César Milstein i Georges JF Köhler, fet que els va valer el 1984 el Premi Nobel de Fisiologia o Medicina, compartit amb Niels Kaj Jerne.